# WESTival
『WESTival』（ウェスティバル）は、ジャニーズWESTの4作目のスタジオ・アルバム。2018年1月2日にジャニーズ・エンタテイメントから発売。

## 概要
- 前作『なうぇすと』から約1年2ヶ月ぶりのオリジナルアルバムとなる。

- 初回盤、通常盤の2種類で発売され、それぞれ収録内容・ジャケット写真ともに異なる。

- 両形態に収録されている「もう1%」は、映画『レゴニンジャゴー ザ･ムービー』の日本語吹替版の主題歌である。

- 初回盤には、「コントバラエティ“忍者WEST忍法帖”」の模様を収録した DVDを付属。

- 通常盤には、メンバーそれぞれのユニット曲を収録したボーナストラック3曲と、「おーさか☆愛・EYE・哀」のリミックスバージョン(MURO REMIX)を収録。

- 前作は収録曲が全て新曲で構成されたオリジナルアルバムであったが、今作は2015年12月9日発売の2ndアルバム『ラッキィィィィィィィ7』以来約2年1ヶ月ぶりにシングル曲が収録されたオリジナルアルバムである。

- 今作は火曜日に発売された。グループにとってCDを水曜日以外に発売するのは、今作発売時点でシングル・アルバム全作品を含め、初めてである。

- 尚、2017年11月22日に発売されたシングル「僕ら今日も生きている/考えるな、燃えろ!!」は収録されていない。(次のアルバム『WESTV!』に収録)

## 先着購入特典

### 初回盤
1. オリジナルもこもこミニ巾着

## 封入特典

### 初回盤
1. 16Pブックレット

### 通常盤
1. 20Pブックレット

## 収録曲

### CD
※「GOD DAMN」以降、通常盤のみ収録。
1. もう1%
作詞・作曲：Shusui、川口進, 編曲：川口進
  - 映画「レゴ(R)ニンジャゴー ザ・ムービー」日本語吹替版主題歌
2. 浪速看板息子 〜なめたらあかん〜
作詞・作曲・編曲：MUTEKI DEAD SNAKE
3. 人生は素晴らしい
作詞：mildsalt, 作曲：岩崎貴文, 編曲：水島康貴
  - 6thシングル
  - 読売テレビ・日本テレビ系アニメ「逆転裁判 〜その「真実」、異議あり!〜」オープニング・テーマ
4. Baby Good!!!
作詞：MiNE, 作曲：Steven Lee、Takuya Harada、Christofer Erixon, 編曲：吉岡たく
5. Evoke
作詞・作曲：神山智洋, 編曲：CHOKKAKU
6. おーさか☆愛・EYE・哀
作詞：松尾潔, 作曲：松尾潔、豊島吉宏, 編曲：Maestro-T
  - 7thシングルの1曲目
7. OH LA LA
作詞：SUNNY BOY, 作曲：Christofer Erixon、ジョセフ・メリン, 編曲：ha-j
8. Ya! Hot! Hot!
作詞：下地悠、Lauren Kaori、YHANAEL、岩崎貴文, 作曲：岩崎貴文, 編曲：CHOKKAKU
  - 7thシングルの2曲目
  - ジャニーズWEST出演「サーティワンアイスクリーム」CMソング
9. Parade!!
作詞：福岡良太, 作曲：Takuya Harada、Christofer Erixon、ジョセフ・メリン, 編曲：船山基紀
10. 逆転Winner
作詞：松井五郎, 作曲：岩崎貴文, 編曲：CHOKKAKU
  - 5thシングル
  - 読売テレビ・日本テレビ系アニメ「逆転裁判 〜その「真実」、異議あり!〜」オープニング・テーマ
11. GOD DAMN - 濵田崇裕・神山智洋
作詞：岡嶋かな多, 作曲：Command Freaks、Christofer Erixon、Erik Lidbom, 編曲：Command Freaks
12. Into Your Eyes - 中間淳太・藤井流星・小瀧望
作詞：中間淳太、Komei Kobayashi, 作曲：ジョセフ・メリン、Adrian Mckinnon, 編曲：ジョセフ・メリン
13. 乗り越しラブストーリー - 桐山照史・重岡大毅
作詞：重岡大毅, 作曲：YHANAEL, 編曲：丸山真由子
14. おーさか☆愛・EYE・哀（MURO REMIX）
  - 7thシングルの1曲目のリミックスバージョン

### DVD
※初回盤のみ
1. コントバラエティ“忍者WEST忍法帖”